# Brygmann's Bedste Sange
Brygmann's Bedste Sange er et album med 16 sange skrevet af Martin Brygmann. Det udkom 22. juni 2009.

## Spor
| Nr. | Tracks                               | Fremført af                    | Skrevet i forbindels med                          | Tekst af                                   |
| --- | ------------------------------------ | ------------------------------ | ------------------------------------------------- | ------------------------------------------ |
| 01  | "Så hørte jeg Rugsted & Kreutzfeldt" | Martin Brygmann                | Ny sang                                           | Brygmann                                   |
| 02  | "Vi skal ud i det blå"               | Det Brune Punktum              | Showet og albummet Helbredelsen                   | Joof, Frödin & Brygmann                    |
| 03  | "Jeg vil i seng med de fleste"       | Det Brune Punktum              | Showet og albummet Helbredelsen                   | Joof, Frödin & Brygmann                    |
| 04  | "En kort en lang"                    | Lisa Nilsson                   | Filmen En kort en lang af Hella Joof              | Joof & Brygmann                            |
| 05  | "Vent på mig"                        | Peter Frödin & Jimmy Jørgensen | Filmen En kort en lang af Hella Joof              | Joof, Frödin & Brygmann                    |
| 06  | "For kendt"                          | Lex & Klatten                  | Albummet Lex & Klatten                            | Steen, Joof, Frödin & Brygmann             |
| 07  | "Rørvig"                             | Lex & Klatten                  | Albummet Lex & Klatten                            | Steen, Joof, Frödin & Brygmann.            |
| 08  | "Love will shine"                    | Wayne Hernandez                | Filmen Oh Happy Day af Hella Joof                 | Joof & Brygmann                            |
| 09  | "Hvor svært kan det være"            | Tina Dickow & Martin Brygmann  | TV 2-serien Hvor svært kan det være af Hella Joof | Joof & Brygmann                            |
| 10  | "Beverly way"                        | Søs Fenger                     | Albummet Beverly way                              | Fenger, Brygmann, Joshua Stander & Ruben K |
| 11  | "Kys mig"                            | Kaya Brüel & Peter Frödin      | Filmen Fakiren fra Bilbao                         | Felix Campo III & Brygmann                 |
| 12  | "Kom lad os gå"                      | Det Brune Punktum              | Showet Far brugte ikke noget                      | Joof, Frödin & Brygmann                    |
| 13  | "Evig kærlighed"                     | Det Brune Punktum              | Showet Far brugte ikke noget                      | Joof, Frödin & Brygmann                    |
| 14  | "Far til fire"                       | Kaya Brüel & Bobo Moreno       | Filmen Far til fire - gi'r aldrig op              | Brygmann                                   |
| 15  | "Lad det ske"                        | Dukkerne fra B&U               | DM i Indsamling 2005                              | Brygmann                                   |
| 16  | "Strømmen"                           | Søs Fenger                     | Albummet Et Kys Herfra                            | Brygmann                                   |

- Al musik på Albummet "Brygmann's Bedste Sange" er komponeret af Martin Brygmann, dog er sangen "Kom lad os gå" (nr. 13) også komponeret af Nikolaj Steen.